# Мюзель, Торбен
Торбен Мюзель (нем. Torben Müsel, род. 25 июля 1999 года, Грюнштадт, Германия) ― немецкий футболист, атакующий полузащитник клуба «Рот-Вайсс Эссен».

## Карьера
Начал заниматься футболом в спортивном клубе Оберзюльцена. В 2006 году перешел в систему «Кайзерслаутерна», где подписал свой первый профессиональный контракт на сезон 2017/2018. В основном составе команды дебютировал 6 декабря 2017 года в домашнем матче против «Нюрнберга». В 2018 году, после того, как «Кайзерслаутерн» опустился в 3-ю Лигу, заключил долговременный контракт с «Боруссией» из Мёнхенгладбаха, выступающей в Бундеслиге. По словам спортивного директора клуба Макса Эберла, Мюзель являлся одним из самых талантливых игроков своего года рождения.
Дебют Мюзеля за основную команду «Боруссии» состоялся 20 июля 2020 года в игре 33 тура против «Падерборна». Он был выпущен на замену за минуту до окончания матча.